# Бела Барені
Бела Барені (нім. Béla Viktor Karl Barényi, угор. Barényi Béla Viktor Karl; 1 березня 1907, Хіртенберг, Австро-Угорщина,  — 30 травня 1997, Беблінген, Німеччина) — конструктор автомобільної техніки, першим розробив сукупність методів та вирішень пасивної безпеки в автомобілебудуванні, завдяки чому заслужено вважається основоположником цього напряму. Мав угорське коріння, протягом життя змінив австрійське, чехословацьке та німецьке громадянство.

## Біографія

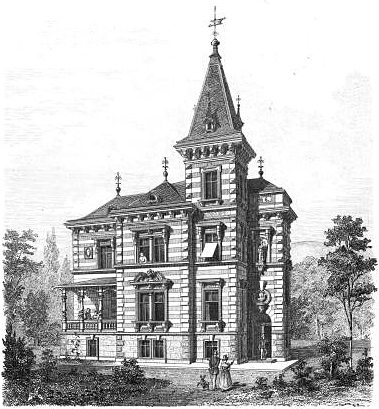
Маєток родини Келлерів, де народився Бела Барені

Бела Барені народився у Хіртенберзі в Нижній Австрії що поруч з Віднем. Його батько Єну (Євген) Барені (Jenő Barényi; 1866–1917) був угорським офіцером, викладав у військовій академії у По́жоні (тепер Братислава), тому після утворення Чехословаччини у 1918 році Бела Барені отримав чехословацьке громадянство. Матір Марія походила з дуже багатої сім'ї, її батьком та дідом Бела був відомий в Австро-Угорщині підприємець Фрідолін Келлер (Fridolin Keller; 1849–1923). Бела зростав у забезпеченій сім'ї, у той час автомобілі були рідкістю, але у його діда був розкішний Austro-Daimler, який започаткував і зміцнив інтерес Бела до автомобільної техніки. З початком Першої світової війни звичний світ зазнає руйнації, у 10-річному віці Бела втрачає на війні батька, ще за рік зазнає краху бізнесова імперія його діда. Барені ще з дитинства захоплювали різноманітні технічні досягнення, доступ до яких пов'язаний переважно з дідовими заводами. В юнацькі роки він вирішив перетворити своє захоплення на кар'єру і вступив у 1924 році на курс машинобудування Віденського технологічного коледжу. Темою його випускної роботи була розробка шестициліндрового двигуна потужністю 50 к.с. (37 кВт) при 3600 об/хв. У 1926 році закінчує з дипломом з відзнакою механічне відділення Віденського технологічного коледжу. Саме на ці та наступні роки (1925–1931) припадає розробка та створення ескізів та креслеників автомобіля, характерними рисами якого були: просторово-силова рама, задньомоторне компонування, повітряне охолодження двигуна, який розташовувався біля трансмісії, що дозволило відмовитись від карданного вала, а також, досконаліша аеродинамічна форма. Керуючись саме цим значно пізніше, у вересні 1954 року суд визнає пріоритетність авторства конструкції Volkswagen Käfer за Барені.
Після закінчення коледжу працював у компаніях Steyr, Austro-FIAT (австрійський підрозділ FIAT), Adler. У 1932 опиняється без роботи, перебивається разовими замовленнями серед яких роботи для фірми Tatra. Під час цих робіт тісно спілкується з чеським конструктором Гансом Ледвінкою.
У 1939–1972 роках працює у компанії Daimler-Benz, де в різний час був інженером проєктів, інженером-дослідником та очолював відділ передових розробок. Саме за цього періоду він патентує велику кількість технічних рішень, що стосуються пасивної безпеки автомобіля (наприклад, безпечне кермо та кермова колонка, система захисту пасажирів автомобіля від бокового удару тощо), які значно випередили свій час та знайшли впровадження лише в останні десятиліття.
Однак основним його вкладом в автомобілебудуванні є розробка комплексної пасивної безпеки, основи розуміння якої були викладені в патенті, виданому у 1952 році за номером 854157. Завдяки цьому винаходу з'явилось поняття «зона деформації» (англ. crumple zone). Барені запропонував конструювати автомобіль, що складається з трьох послідовно розташованих в плані зон, в середині зона безпеки — у конструктивному виконанні це жорсткий каркас або капсула покликана забезпечити геометричну цілісність і недопущення проникнення в салон сторонніх елементів конструкції автомобіля. Спереду та ззаду зони безпеки розташовуються зони деформації які крім звичних їм конструктивних властивостей наділяються ще функцією поглинання (розсіювання) кінетичної енергії удару у випадку зіткнення шляхом деформування спеціально з урахуванням цього сконструйованих силових елементів конструкції кузова. Поряд із зонами деформації забезпечити безпеку покликані і такі його винаходи як кермова колонка, що складається, розташування щіток лобового скла в неробочому стані під капотом, безпечний дах, який відокремлюється тощо.
Перші дослідні роботи проводились на автомобілі Mercedes-Benz W120 «Ponton», а першим автомобілем в історії автомобілебудування в конструкцію якого були закладені принципи пасивної безпеки став Mercedes-Benz W111, що з'явився на ринку у 1959 році.
Протягом багатьох десятиліть Барені був відомий як найплодовитіший винахідник в історії. Коли у 1972 році Барені йшов на пенсію, він уже мав понад 2000 патентів, удвічі більше, ніж Томас Алва Едісон, до 2009 року Барені мав понад 2500 запатентованих винаходів.
Введений в Автомобільний зал слави (англ. Automotive Hall of Fame) у 1994 році, а у 1999 був одним з 26 інженерів, що номінувалися на звання «Автомобільний інженер століття» (англ. Car Engineer of the Century).